# دهمتور
دهمتور (پشتو: دهمتوڑ, اردو: دهمتوڑ) در حدود ۶ کیلومتری به سمت شرق ایبت‌آباد، ایالت خیبر پختونخوا، پاکستان واقع شده و بزرگ‌ترین روستا و شورای اتحادیه ابوت‌آباد است. زبان عموم آنها هندکو است، اما زبان مادری در برخی، گوجری است. دهمتور ۲۵٬۹۹۹ نفر جمعیت دارد و دارای ارتفاع متوسط ۱۱۱۰ متر از سطح دریا است.